# Sede titolare di Mérida Augusta
L'arcidiocesi di Mérida Augusta (in latino: Archidioecesis Emeritensis Augustana) è una sede titolare arcivescovile soppressa della Chiesa cattolica.

## Storia
La sede fu istituita, come molte altre sedi titolari spagnole, nel 1969 e fa riferimento alla città romana di Augusta Emerita, capitale e sede metropolitana della provincia romana della Lusitania.
La sede fu soppressa il 28 luglio 1994, quando, con la bolla Universae Ecclesiae sustinentes di papa Giovanni Paolo II, la diocesi di Badajoz fu elevata al rango di arcidiocesi metropolitana, assumendo il nuovo nome di arcidiocesi di Mérida-Badajoz.

## Cronotassi degli arcivescovi titolari
- Sotero Sanz Villalba † (16 luglio 1970 - 17 gennaio 1978 deceduto)
- Justo Mullor García † (21 marzo 1979 - 28 luglio 1994 nominato arcivescovo, titolo personale, titolare di Bolsena)